# Římskokatolická farnost Srní
Římskokatolická farnost Srní je zaniklým územním společenstvím římských katolíků v rámci sušicko-nepomuckého vikariátu českobudějovické diecéze. Bývalá farnost Srní je součástí římskokatolické farnosti Kašperské Hory.

## O farnosti

### Historie
Roku 1785 byla v Srní zřízena lokálie, povýšená v roce 1803 na samostatnou farnost. Kostel byl postaven v roce 1788, a začátkem 19. století byla jeho dřevěná stavba nahrazena kamennou ve stylu opožděného baroka. Vysvěcení kostela proběhlo v roce 1807. Po polovině 20. století přestal být do farnosti ustanovován sídelní duchovní správce.

### Současnost
Bývalá farnost Srní je dnes součástí  farnosti Kašperské Hory.
| Kostel                     | Místo | Bohoslužba | Bohoslužba | Poznámka        |
| -------------------------- | ----- | ---------- | ---------- | --------------- |
| Kostel Nejsvětější Trojice | Srní  | 3. sobota  | 17.00      | filiální kostel |